# روشانو
روشانو (بالإيطالية: Rosciano)‏ هي بلدية في مقاطعة بسكارا بإقليم أبروتسو الإيطالي.

## السكان
في سنة 1861 بلغ عدد السكان 2٬853 نسمة، وتطور العدد ليصل في سنة 2011 لـ 3٬663 نسمة.
يظهر هذا المخطط البياني تطور النمو السكاني لـ روشانو